# Кабдеш Жумаділов
Кабдеш Жумаділов (каз. Қабдеш Жұмаділов, 25 квітня 1936 — 5 квітня 2021) — радянський та казахстанський письменник, поет, редактор. Лауреат Державної премії Казахської РСР ім. Абая (1990). Народний письменник Казахстану (1998).

## Біографія
Народився у КНР. Походить із роду Тортуил племені найман. У 1965 році закінчив Казахський державний університет імені С. М. Кірова.
У 1965—1967 роках працював літературним співробітником у газеті «Қазақ әдебієті», у 1967—1976 роках — редактором у видавництві «Жазушы», у 1976—1981 роках — редактором у Держкомвидаві Казахської РСР. З 1981 — на творчій роботі. У 1970 році вступив до Комуністичної Партії Радянського Союзу.
22 жовтня 1998 року Указом Президента Казахстану Кабдеш Жумаділов отримав почесне звання «Народний письменник Казахстану».
12 грудня 2005 року «за заслуги перед державою, активну громадську діяльність, значний внесок у соціально-економічний та культурний розвиток країни, зміцнення дружби та співпраці між народами» Жумаділов був нагороджений орденом Благородства.
5 квітня 2021 року помер від серцевої недостатності.

## Творчість
Перші вірші й оповідання Кабдеша Жумаділова були опубліковані у газеті «Синьцзян» і журналі «Шугыла» у Китаї.
У 1967 році вийшла збірка поезій «Жас даурен» (Молоде плем'я). Автор оповідань, повістей «Пролітають гуси» (1968), «Сары джайляу» (1978), «Опукле скло» (1981), «Аргамаки» (1984).
Також побачили світ романи «Кокейкести» (Клич, 1969) і «Дорогою щастя» (1976), дилогія «Остання кочівля» (1974—1981). В історичних романах «Отчий край» (1985) і «Доля» (1989) розповідається про трагічну долю казахів, які опинилися далеко від батьківщини.
Історична дилогія «Дарабоз» про Кабанбай-батирі (книга перша — вид. «Шабыт», 1994, книга друга — вид. «Жазушы», 1996). Книга розповідає про життя та бойовий шлях батира, легендарного полководця Каракерей Кабанбая.
Твори Жумаділова видавались багатьма мовами, зокрема російською, українською, білоруською, узбецькою, уйгуйською киргизькою.

## Нагороди
- 1990 — Державна премія Казахської РСР імені Абая у галузі літератури та мистецтва за роман «Доля» («Тадир»);
- 1998 (23 жовтня) — почесне звання «Қазақстанниң халық жазушыси» (Народний письменник Казахстану);
- 2005 (12 грудня) — Орден Благородства;
- 2018 (14 грудня) — Орден Барса 2 ступеня[12];
- 2020 (18 вересня) — звання «Почесний громадянин Алмати»[13];
- 2020 (5 жовтня) — Медаль «Народна подяка» («Хали алғиси»)[14]
- Урядові медалі, зокрема:
  - Медаль «10 років Конституції Республіки Казахстан» (2005);
  - Медаль «10 років Астані» (2008);
  - Медаль «20 років незалежності Республіки Казахстан» (2011);
  - Медаль «20 років Конституції Республіки Казахстан» (2015);
  - Медаль «25 років незалежності Республіки Казахстан» (2016);
  - Медаль «20 років Астані» (2018);